# Leslie Hammond
Leslie Charles Hammond (4. marts 1905 – 1955) var en indisk hockeyspiller som deltog i OL 1928 i Amsterdam og 1932 i Los Angeles.
Hammon blev olympisk mester i hockey under OL 1928 i Amsterdam. Han var med på det indiske hold som vandt hockeyturneringen.
Fire år senere blev han endnu engang olympisk mester i samme konkurrence.